# Lymeon tricoloripes
Lymeon tricoloripes là một loài tò vò trong họ Ichneumonidae.